# Spillemand på en tagryg
 Der er for få eller ingen kildehenvisninger i denne artikel, hvilket er et problem. Du kan hjælpe ved at angive troværdige kilder til de påstande, som fremføres i artiklen.

Spillemand på en tagryg (eng. Fiddler on the Roof) er en musical, der bygger på historien om ”Tevye (eller Mælkemanden Tevye) og hans døtre” skrevet af Sholem Aleichem på jiddisch mellem 1894 og 1914 om det jødiske liv i en russisk landsby ved århundredeskiftet.
Aleichem lavede en dramatisk tilpasning af historien, som han efterlod uafsluttet ved sin død. Udkastet blev opført som teaterstykke på jiddisch i 1919 af et jødisk kunstteater. Efterfølgende blev manuskriptet omformet til en film i 1930'erne. I slutningen af 1950'erne blev historien om Tevye og hans døtre omskrevet til musical af Joseph Stein (1912–2010) med musik & sangtekst af Jerry Bock (1928 - 2010) & Sheldon Harnick. I 1964 blev ”Spillemand på en tagryg” produceret som Off-Broadway musical af Arnold Perl med stor succes.
Muscialens indhold var også påvirket af bogen ”Livet er med mennesker” af Mark Zborowski og Elizabeth Herzog om livet i jødiske småbyer i Østeuropa og Rusland fra 1952. Investorer og medierne var bekymrede for, om ”Spillemand på en tagryg” kunne betragtes som "for jødisk" til at tiltrække mainstream-publikum. Andre kritikere mente derimod, at historien var for kulturelt udvasket, middelmådig og overfladisk. Philip Roth, der skrev i The New Yorker, kaldte muscialen ”shtetl kitsch”. F.eks. fremstilles den lokale russiske officer som sympatisk i stedet for brutal og grusom, som Sholom Aleichem havde beskrevet ham. Aleichems historie sluttede med Tevye alene i verden, hans kone var død og hans døtre spredt for alle vinde. I slutningen af ”Spillemand på en tagryg” er alle familiemedlemmerne i live, og de fleste emigrerer sammen til Amerika.
Musicalen ”Spillemand på en tagryg” fandt sin helt rigtige balance mellem underholdning og historisk vidnesbyrd til at blive "en af de første populære skildringer af den forsvundne verden af østeuropæisk jødedom betragtet som optakt til Holocaust". Succesen var en realitet på trods af, at historien ikke var helt autentisk i forhold til den oprindelige historie.  Holdet bag første opførsel var Harold Prince, der erstattede den oprindelige producent Fred Coeand samt instruktør / koreograf Jerome Robbins. Forfatterne og Robbins overvejede at navngive musikalen ”Tevye”, før de landede på titlen ”Spillemand på en tagryg” inspireret af tre malerier af Marc Chagall (Green Violinist (1924), Le Mort (1924), The Fiddler (1912). Malerierne inspirerede også til den originale scenografi. I modsætning til hvad der er almindelig udbredt, henviser musicalens titel ikke til noget specifikt maleri.